# Наука
Наука в най-широкия класически смисъл е систематизирано достоверно знание, което може да бъде убедително обяснено чрез логиката. Съвременната философия на науката дефинира понятието по-тясно, като ограничава обхвата му до знанието, което е експериментално проверимо въз основа на научния метод.
Науката в тесния смисъл на понятието се разделя на две основни направления – природни науки, които изследват природните явления, и социални науки, които изучават човешкото поведение и общество. Науките от тези две групи се основават на наблюдения и възможността за проверка на изводите чрез повторими експерименти. Подобни са принципите и на приложните науки, като медицината и инженерната наука, но те се концентрират върху практическите приложения на научното познание.
Формалните науки, най-важна сред които е математиката, не са науки в тесния смисъл на понятието, тъй като абстрактният характер на техния предмет не дава възможност за експериментална проверка. В същото време и при тях изследването има обективен характер, като изхожда не от емпиричните данни, а от априорни постулати. При хуманитаристиката, включваща обширни области на познанието, като философия, история и изкуствознание, дори това сходство между формалните и емпиричните науки отсъства, но въпреки това по традиция и за тях често се използва определението наука.
Науката е постоянно усилие да се придобие и увеличи човешкото познание и разбиране посредством строги изследвания. Използвайки контролирани експерименти, учените търсят и събират сведения за природни или обществени явления, записват измерими данни, свързани с наблюдения, анализират тази информация за изграждане на теоретични обяснения на изучаваните процеси и явления. Методите на научните изследвания включват изграждането на хипотези за наблюдаваните явления, провеждане на тестове и експерименти, проверяващи тези хипотези при контролирани условия. От учените се очаква също да публикуват информация, така че други учени да могат да направят подобни опити за двойна проверка на техните заключения. Резултатите от този процес позволяват по-добро разбиране на минали събития и по-добра способност за предвиждане на бъдещи събития от същия вид като тези, които са били изследвани.
Способността на населението като цяло да разбира основните понятия, свързани с науката, се нарича научна грамотност.

## Научен метод
Използваните в емпиричните науки методи за изследване на явленията, придобиване на ново знание или коригиране и интегриране на съществуващо знание се наричат научен метод. Неговата основна характеристика е в това, че се основава на събирането на наблюдаеми, емпирични и измерими доказателства, които се подлагат на определени принципи на разсъждение. Научният метод се състои от събирането на данни чрез наблюдение и експерименти и формулирането и изпитването на хипотези.
Въпреки че начините на работа в различните области на емпиричната наука се различават, някои добре различими характеристики разграничават научните изследвания от останалите методи за придобиване на знание. Учените предлагат хипотези, които обясняват определени явления, и провеждат експерименти, които да потвърдят или отхвърлят тези хипотези. Етапите на експериментите трябва да могат да бъдат повторени, което дава възможност за независима проверка и прогнозиране на бъдещи резултати. Научните теории обхващат по-широки изследователски области и обикновено обединяват множество независими хипотези в обща и непротиворечива конструкция. Теориите могат да подпомогнат създаването на нови хипотези или да поставят групи хипотези в общ контекст.
Основна цел на научния метод е да направи изследванията възможно най-обективни и да намали тенденциозната интерпретация на резултатите. Друга важна цел е документирането, архивирането и споделянето на данните и методологията, така че те да бъдат достъпни за внимателна проверка от други учени, давайки им възможност да проверят резултатите, опитвайки да ги възпроизведат самостоятелно, или да установят степента на тяхната статистическа надеждност.

## История на науката
Науката в широкия смисъл на думата съществува преди модерната епоха, в много исторически цивилизации, но съвременната наука е толкова стриктна в подхода си и успешна в своите резултати, че тя определя това, което науката е в най-точния смисъл на думата. Много по-рано от модерната епоха, друга важна повратна точка е развитието на класическата естествена философия в древногръцкия свят.

### Пре-философска наука
Науката в своя оригинален смисъл е дума, която означава тип знания, а не специализирана дума за упражняването на такива познания. По-специално, тя е един от видовете знания, които хората могат да споделят или комуникират помежду си. Така например, данни и знания за работата на естествените неща в природата са събирани дълго преди да съществува писаната история. Те водят до развитието на абстрактното мислене, както се вижда от създаването на сложни календари, техники за преработка на отровни растения, както и строежа на сгради, като например пирамидите. Липсва обаче последователност, системност и разграничение от знанията за тези неща, които са верни във всяко едно общество от една страна и другите видове знания като митология и правни системи от друга.

### Философско изучаване на природата
Преди откритието на концепцията за природата от философите преди Сократ, със същите думи се описва естественият път, по който расте дадено растение или начинът, по който едно племе се кланя на определен бог. Поради тази причина се твърди, че тези хора са първите философи в тесния смисъл на думата, а също и първите хора, които правят ясно разграничение между „природа“ и „конвенция“. Науката възниква като опознаване на природата и нещата, които важат за всяка общност, а специализираното и целенасочено търсене на такива познания се нарича философия – сферата на първите философи физици. Те са предимно теоретици, които се интересуват особено и специално от астрономия.

### Обръщане към хуманитарните науки
Повратен момент в историята от началото на философската наука е спорният, но успешен опит на Сократ да приложи философията за изследване на човешки неща, включително човешката природа, естеството на политическите общности и самото човешко знание. Той разкритикува твърде стария начин на изучаване на физиката като чисто спекулативен и липсващ самокритичност. Той е особено загрижен, че някои от ранните физици третират природата без оглед на интелигентен порядък и обясняват нещата само по отношение на движение и материя.
Изследването на човешките практики е предимно в сферата на митологията и традициите, а Сократ е екзекутиран. Аристотел по-късно създава по-малко противоречива системна програма за на Сократовската философия, която е телеологична с човека в центъра. Той отхвърля много от заключенията от предишните учени. Например в неговата физика слънцето обикаля земята, и много неща, като част от тяхното естество, са предназначени за хората. Всяко нещо има формална причина и крайна причина и определена роля в рационалния космически ред. Сократ настоява, че философията трябва да се използва, за да се разгледа и практическия въпрос за най-добрия начин на живот за едно човешко същество, но не привежда аргументи за други видове приложни науки.
Аристотел поддържа рязко разграничение между науката и практическите умения на занаятчиите, считайки теоретичните спекулации като най-висш вид човешка дейност, практичното мислене за по-добър живот като нещо възвишено и познаването на занаятите като нещо, подходящо само за по-нисшите класи. За разлика от съвременната наука, най-влиятелният акцент на Аристотеловото учение е върху теоретичните стъпки за извеждане на универсални правила от сурови данни, а не зачита набирането на опит и сурови данни като част от самата наука.

### Средновековна наука
През късната античност и Ранното средновековие е използван Аристотеловият подход към изучаване на природните феномени. Някои неща от древното знание са загубени, или в някои случаи останали в неизвестност по време на падането на Римската империя и периодичните политически борби. Въпреки това основните сфери на науката или натурфилософията, както е наречена, както и голяма част от общите познания от древния свят, остават запазени посредством работите на ранните енциклопедисти, като Исидор Севилски. В началото на средновековния период, сирийските християни от Източна Европа като несторианците и монофизитите са тези, които превеждат голяма част от най-важните научни текстове от гръцки, сирийски, а по-късно са преведени много от произведенията на арабски и други езици под ислямско управление. Това е основната линия на предаване на развитието на ислямската наука, която представлява голяма част от дейността по време на началото на средновековния период. В късносредновековния период европейците възстановяват някои от древните знания от преводи на текстове и градят работата си върху знанието на Аристотел, Птолемей, Евклид и други. В Европа хора като Роджър Бейкън научават арабски и иврит и настояват за по-експериментална наука. До края на Средновековието, синтез от католицизъм и аристотелианизъм, известен като схоластика процъфтява в Западна Европа, която се е превърнала в нов географски център на науката.

### Науката през Ренесанса
До края на Средновековието, особено в Италия, има наплив на текстове и учени от разпадащата се Византийска империя. Николай Коперник формулира хелиоцентричния модел на слънчевата система, за разлика от геоцентричния модел на Птоломей. Всички аспекти на схоластиката са критикувани в XV и XVI век, един автор, който е пословично преследван е Галилео Галилей, който въвежда новаторско използване на експеримента и математиката. Преследването започва, след като папа Урбан VIII благословя Галилео да пише за коперниковата система.
В Северна Европа е широко използвана новата технология на печатната преса за публикуване на много аргументи, включително някои, които са в разрез с църковната догма. Рене Декарт и Франсис Бейкън публикуват философски аргументи в полза на нов тип не-Аристотелова наука. Декарт твърди, че математиката може да се използва, за да изучава природата, както е направил Галилео, а Бейкън подчертава значението на експеримента пред съзерцанието. Бейкън твърди също така, че науката трябва да се стреми за първи път към практични изобретения за подобряване на човешкия живот.
Бейкън изказва съмнения относно Аристотеловите понятия за формалната причина и крайната причина, и лансира идеята, че науката трябва да проучи законите на обикновените същности, като топлина, вместо да се предполага, че има конкретна природа, или формална причина за всяко сложно нещо. Тази нова съвременна наука започна да гледа на себе си като описваща „законите на природата“. Този актуализиран подход за проучване на природата се разглежда като механистичен.

### Епохата на просвещението
В XVII и XVIII век, проектът на модернизиране и модерно мислене, лансиран от Бейкън и Декарт, довежда до бърз научен напредък и успешно развитие на нов тип природни науки, математически, методично експериментални и подчертано новаторски. Исак Нютон и Готфрид Лайбниц успяват да разработят нова физика, днес известна като Нютонова физика, която може да бъде потвърдена чрез експерименти и обяснена със средствата на математиката. Лайбниц също така включва термини и елементи от аристотеловата физика, но сега използвана по нов не-телеологичен начин, например енергия и потенциал. Но в стила на Бейкън се предполага, че различните видове неща, всички работят според същите общи закони на природата, без специални формални или окончателни причини за всеки вид.
През този период думата наука постепенно става все по-често използвана в значението на търсене на тип знания, по-специално и особено знания за опознаване на природата, значение, близко по смисъл до стария термин „естествена философия“ или „натурфилософия“.

### Съвременна наука
И Джон Хершел, и Уилям Уиуел систематизират методологията като последният въвежда термина учен. Когато Чарлз Дарвин публикува „Произход на видовете“, той предлага теорията на еволюцията като преобладаващо обяснение на биологичната сложност. Неговата теория за естествения подбор предлага естествено обяснение на произхода на видовете, но придобива широко приемане едва един век по-късно. Джон Далтон развива идеята за атома. Законите на термодинамиката и електромагнитната теория са открити в XIX век, което повдига нови въпроси, на които не може лесно да се отговори в рамките на Нютоновата физика.
Теорията на Айнщайн за относителността и развитието на квантовата механика довежда до развитието на нова физика, която се състои от две части, които описват различни видове явления в природата. Широкото използване на научните нововъведения по време на войните на XX век довежда до космическата надпревара и широкото обществено оценяване на важността на съвременната наука. Лансирана е идеята, че крайната цел на науката е да опознае човешките същества и тяхната природа. Така например, Едуард Уилсън в своята книга „Съвпадение“ казва, че „човешкото състояние е най-важната граница на природните науки“.

## Класификация

### Природни науки
Природните науки, наричани също така естествени науки, са разделите на науката, които изучават природните явления. Те имат за цел да установят законите, които действуват в природата, без да се има предвид човешката дейност. Друга причина за въвеждането на понятието природни науки е да бъдат разграничавани от хуманитарните и социалните науки. За основа на природните науки трябва да се счита естествознанието (природознанието), а техен предшественик е натурфилософията. Първите представители на природните науки са Блез Паскал, Исак Нютон, Михаил Ломоносов. Застоят в естествените науки е почти 1800 години в Европа, когато доминират религиозните норми. Едва по време на Ренесанса или Възраждането идеите от Древна Гърция и Древен Рим са възродени.

### Обществени науки
Обществените науки, наречени още социални науки, са раздел на научните изследвания, които разглеждат аспектите на човешкото общество. Те включват многообразие от области извън естествените науки – антропология, археология, икономика, география, история, лингвистика, политология и в някои контексти психология.
Хуманитарните науки са академични дисциплини, които изследват и изучават човека, използвайки методи, които са основно аналитични, критични или свързани с предположения и хипотези, като се отличават от основно емпиричните подходи в природните и понякога в социалните науки.
Към тях спадат изучаването на древните и съвременни езици, литературата, историята, философията, религията, визуалните и театрални изкуства, също музиката. Понякога включвани в хуманитаристиката са антропологията, теренните изследвания, науките за комуникацията и културните изследвания, макар че те много често са възприемани по-скоро като социални науки.

### Приложни науки
Приложните науки търсят приложение на резултатите на фундаменталните научни изследвания в практиката и често са тясно свързани с техниката и технологиите за целите на решаване не само на познавателни, но и на социално-практически проблеми.
Делението на научните изследвания на фундаментални и приложни е доста условно, тъй като отделни резултати на фундаменталните науки могат да имат непосредствена практическа ценност, а в резултат на приложните изследвания могат да се получат научни открития.

### Формални науки
Формалните науки са дисциплини, занимаващи се с формални системи, като логика, математика, теоретични компютърни науки, теория на информацията, теория на игрите, теория на системите, теория на решението, както и части от лингвистиката.
Докато природните науки и други науки като социалните науки, поведенческите науки и когнитивната наука търсят научната теория и научния метод по отношение на наблюденията, за да могат успешно да предскажат и може би точно да обяснят явленията във външния свят, формалните науки се занимават повече с вътрешните свойства на формалните системи, особено определенията на термините и правилата, които спомагат да се правят изводи.
| Природни науки                                                        | Социални и хуманитарни науки | Приложни науки | Формални науки                               |
| --------------------------------------------------------------------- | --- | --- | -------------------------------------------- |
| - Астрономия - Биология - Екология - Науки за Земята - Физика - Химия | - Антропология - География (икономическа) - Икономика - Лингвистика (езикознание) - Педагогика - Политология - Психология - Социология - Археология - Етнография - История - Изкуствознание - Класически науки - Краезнание - Културология - Право - Теология (Богословие) - Филология - Философия | - Агрономия - Аеронавтика - Балистика - Бионика - Биотехнология - Геомеханика - Електротехника - Електроника - Енергетика - Информатика - Картография - Кибернетика - Корабостроене - Космонавтика - Хранителни технологии и кулинария - Материалознание - Машиностроене - Механика - Нанотехнология - Радиотехника - Робототехника - Системотехника - Строителство и архитектура - Телекомуникации - Топлотехника - Трибология - ТРИЗ - Ядрена технология | - Алгебра - Геометрия - Математически анализ |

## Философия на науката
Разделът от философията, изследващ основите, предпоставките и заключенията на науката, се нарича философия на науката. Той включва в себе си елементи на епистемологията и на онтологията. Философията на науката включва и философските аспекти на отделни науки, например философия на математиката, философия на историята, философия на физиката.

## Научна общност
Научната общност се състои от всички учени, научните организации и начините на взаимодействие между тях. Обикновено са обособени под-общности според конкретната наука или научна област.

### Научни области
Научните области са широко признати категории на специализирани знания и обикновено имат своя собствена терминология и номенклатура. Във всяка научна област се издават едно или повече научни списания, които публикуват рецензирани статии, представящи последните постижения в научните изследвания.

### Научни институции
Организации за популяризиране на научната мисъл (т.нар. на английски: learned societies) съществуват от времето на Ренесанса. Най-старата все още съществуваща институция е Академия деи Линчеи (на италиански: Accademia dei Lincei) в Италия. В други европейски страни са основани национални Академии на науките, като най-старата сред тях са британското кралски научно дружество Royal Society от 1660 и Френската академия на науките на френски: Académie des sciences) от 1666. Българската академия на науките е основана първоначално като Българско книжовно дружество (БКД) през (1869) г.
В някои страни има създадени правителствени агенции с цел финансиране на научни изследвания: например Националният научен фонд на английски: National Science Foundation в САЩ, седемте Научни съвета (UK Research Councils) в Обединеното кралство и др. Научните изследвания в рамките на Европейския съюз се финансират по специални Рамкови програми за научни изследвания и технологично развитие (на английски: Framework programmes for research and technological development), които насърчават сътрудничеството между учени от различни страни.
Международните научни организации като Международният научен съвет (на английски: International Council for Science) спомага за сътрудничеството между учените от различни страни. Други големи международни организации като CERN и ОИЯИ обединяват усилията на учени от различни страни в конкретни научни области – физика на елементарните частици и ядрена физика, изискващи огромни финансови средства.

### Научна литература
В света днес се публикуват огромен брой заглавия в областта на науката. Исторически първите научни списания са Journal des Sçavans и Philosophical Transactions of the Royal Society, започнали да излизат през 1665 г. Оттогава насам броят на периодичните научни издания постоянно расте. Към 1981 г. броят им (включително и техническите) се оценява на 11 500, а към 2010 само в областта на медицинските науки има приблизително 40 000.
Повечето научни списания обхващат само една научна област и публикуват научни изследвания от нея, оформени като научни статии. Науката така е проникнала във всички области на живота, че освен строго научни издания, се публикуват и такива, насочени към много по-широк кръг читатели: NewScientist, Science & Vie, Scientific American. В тях се съобщават на по-достъпен език най-забележителните научни постижения. Научните книги също представляват интерес за по-широк кръг от читатели. Подобен жанр, предаващ по своеобразен начин научните идеи, но не и научния метод, е научната фантастика.

## Псевдонауки и алтернативни теории
Следните направления на изследване не се отнасят към науката.
- Астрология
- Алхимия
- Хомеопатия
- Вампирология
- Зонеристика
- Криптозоология
- Нумерология
- Окултни науки (Кабала, Ликантропия, Магия, Некромантия)
- Парапсихология
- Теория за плоската Земя
- Теория на торзионните полета
- Уфология
- Фантомология
- Хиромантия
- Цереология

## Други
На науката е наречена улица в квартал „Бенковски“ в София (Карта).